# Grenze zwischen Finnland und Norwegen

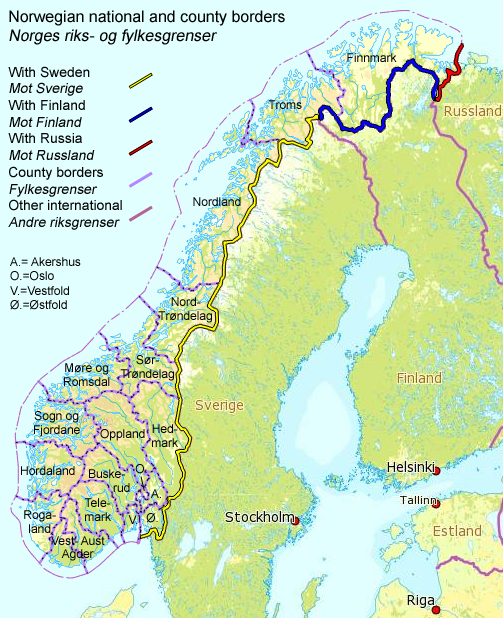
Norwegens Staatsgrenzen
Grenze Norwegen-Schweden
Grenze Finnland-Norwegen
Grenze Norwegen-Russland

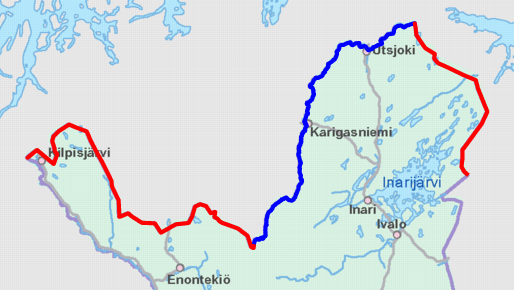
Landgrenze rot markiert, Flussgrenze blau

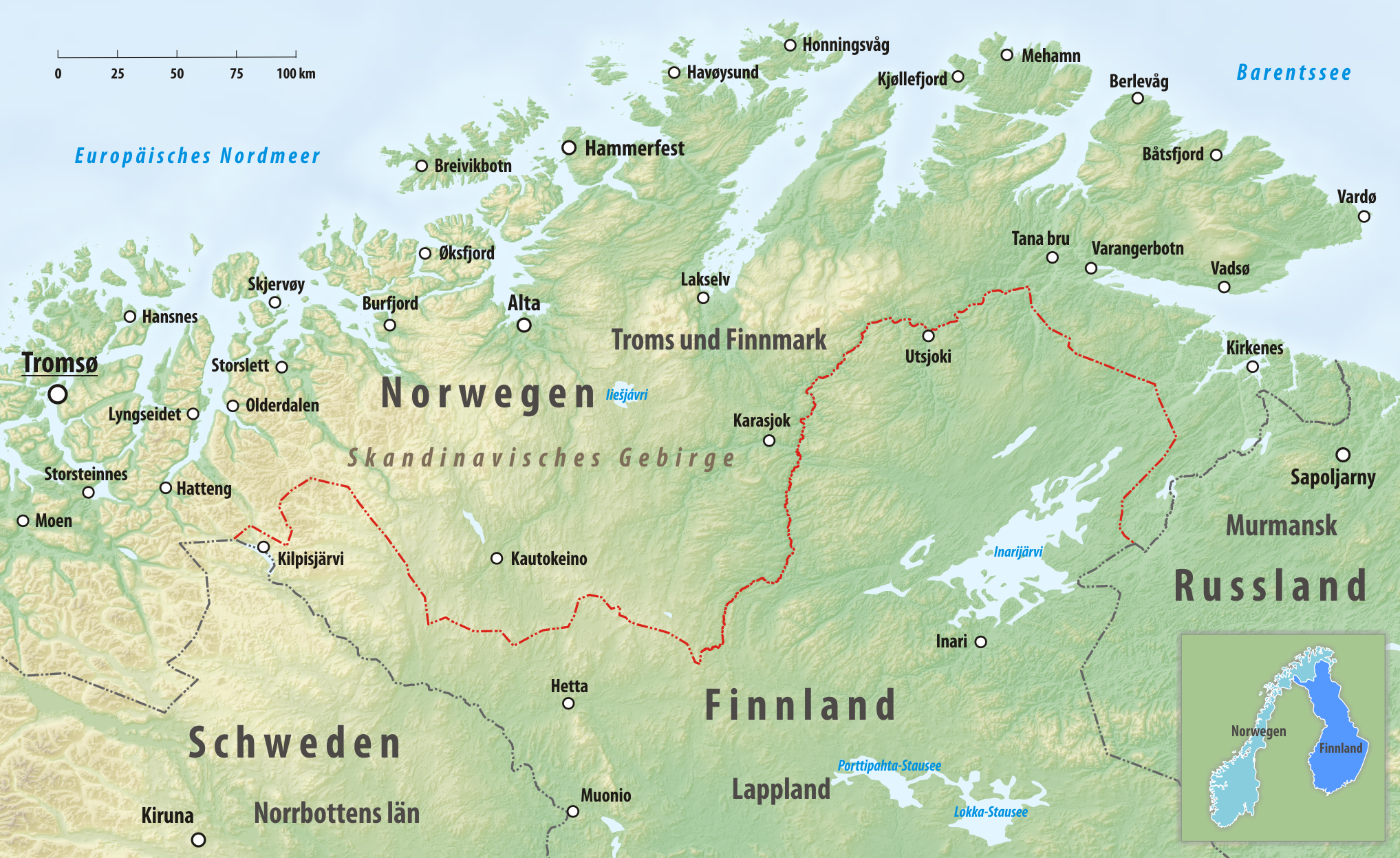
Grenzverlauf Finnland – Norwegen

Die Grenze zwischen Finnland und Norwegen ist 736 km lang. Es ist eine Land- und Flussgrenze (291 km) zwischen zwei Dreiländerecks. Das westliche Dreiländereck ist der Treriksröset, ein massives Grenzmal, an dem beide Länder an Schweden grenzen. Das östliche Dreiländereck ist Treriksrøysa, einem hohen Steinhaufen, an dem beide Länder an Russland grenzen. Überwiegend ist die Landgrenze durch unübersehbare Steinhaufen markiert, die mit einem Aufsatz in Form eines Kegelstumpfs versehen wurden und oft mit einer beschrifteten Spitze markiert sind.
Die Grenze wurde in einem Vertrag von 1751 festgelegt und war damals ein Teil der Grenze zwischen dem Königreich Schweden und der Krone von Dänemark, die Norwegen beherrschte. In der Zeit von 1738 bis 1751 gab es Felduntersuchungen und Verhandlungen um den Grenzverlauf. Unübersehbare Steinhaufen wurden 1766 als Grenzmarkierungen bis nach Nesseby errichtet. Nachdem Finnland zum Großfürstentum geworden und ein unabhängiges Königreich Norwegen entstanden war, wurde wieder ein Vertrag 1816 mit Russland ausgehandelt, der den östlichsten Teil der Grenzzone fixierte. Zwischen 1920 und 1944 gehörte das Gebiet um Petschenga zu Finnland, so dass sich die finnisch-norwegische Grenze entlang der gegenwärtigen norwegisch-russischen Grenze bis zum Ozean erstreckte.
Bereits der Vertrag von 1751 gewährte dem samischen Volk das Recht, die Grenze frei zu überschreiten, einschließlich ihrer Herden, wie sie es als Nomaden bisher immer getan hatten. 1852 wurde die Grenze zwischen Norwegen und Finnland geschlossen, was den Samen Ärger bereitete, die die finnischen Wälder zur Winterweide für Rentiere benötigten. Diese Einschränkung besteht bis heute, weswegen Teile der Grenze mit einem Zaun versehen sind. Am Zaun sind Treppen installiert, um Menschen den freien Grenzübertritt zu ermöglichen.

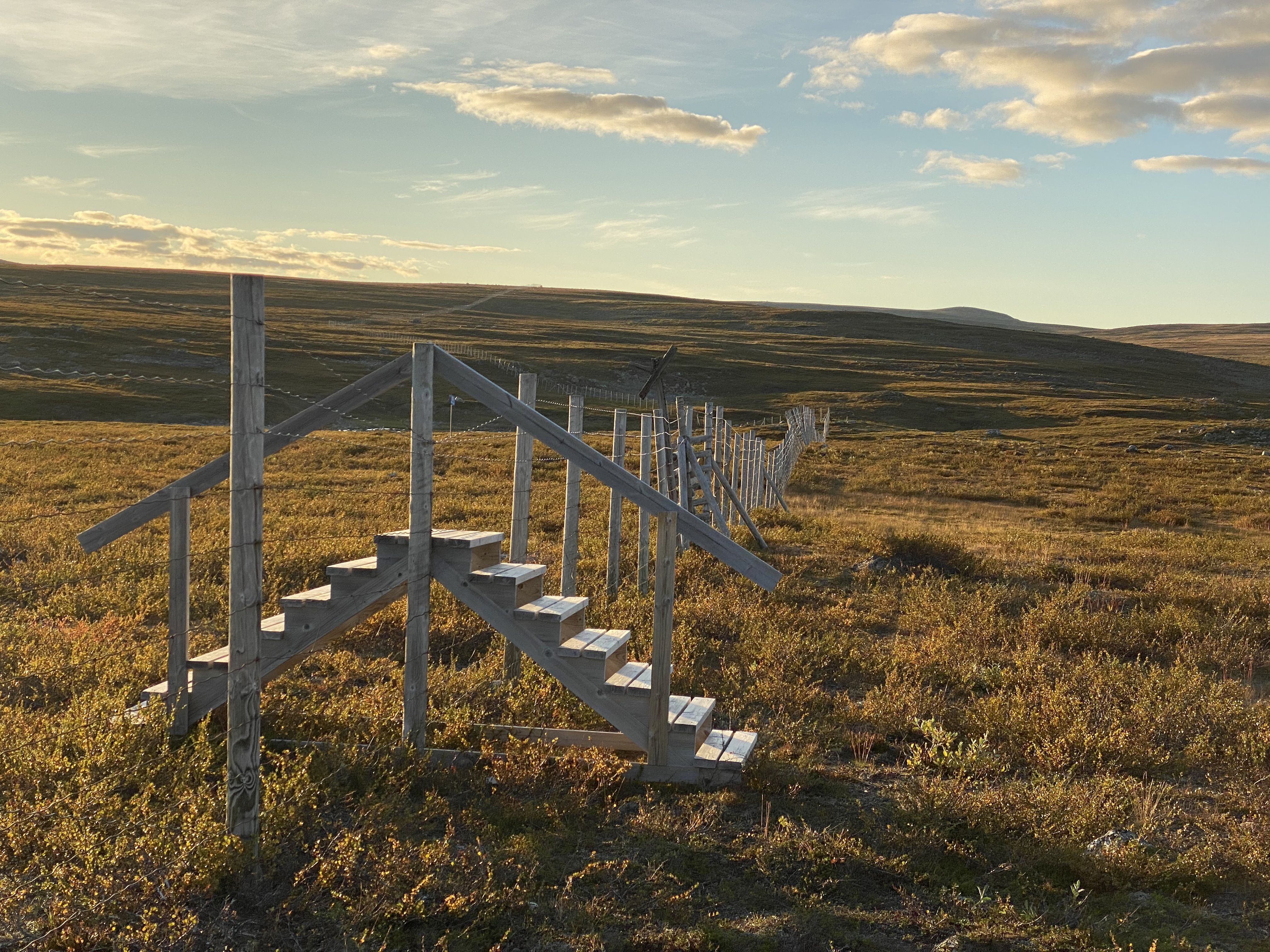
Rentierzaun entlang der finnisch-norwegischen Grenze, mit Treppe für den Grenzübertritt von Menschen

Die finnisch-norwegische Grenze ist offen, da beide Länder Teil des Schengen-Raums sind. Es ist legal, die Grenze überall zu überschreiten, sofern keine Zollanmeldung oder Passkontrolle erforderlich ist. Fast die Hälfte der Grenze verläuft entlang der Flüsse Anárjohka und Tana. Es gibt seit 1766 57 Grenzmarkierungen nördlich von Treriksröset und westlich des Anarjohka-Flusses, nummeriert 293 bis 342 und 343 bis 349 östlich des Tana-Flusses. Später wurden östlich von Nesseby weitere Markierungen an der Grenze zu Finnland mit Nummern bis 353 errichtet, bei denen ein Buchstabe hinter der Nummer steht.

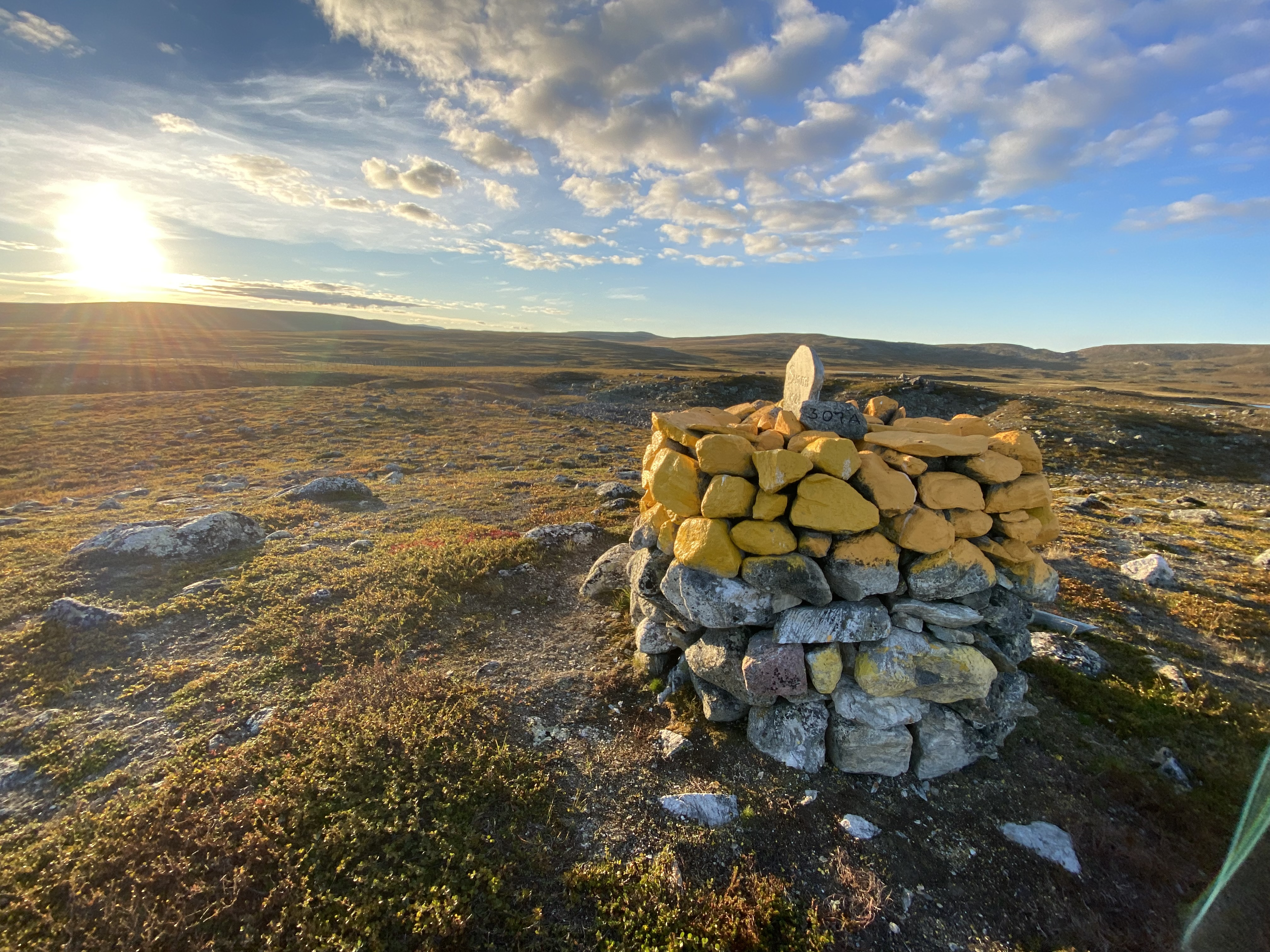
Grenzstein 307a von 1925 in Siđusgohpi zwischen dem Käsivarsi-Wildnisschutzgebiet und dem Reisa-Nationalpark. Links im Bild ist der Grenzzaun sichtbar, der Rentiere am Grenzübertritt hindert.

## Grenzübergänge
| Finnland                                                                                  | Finnland                                                  | ↔                                                         | ↔                                                         | ↔                                                         | Norwegen                                                  | Norwegen                                                  | Position                         |  |
| ----------------------------------------------------------------------------------------- | --------------------------------------------------------- | --------------------------------------------------------- | --------------------------------------------------------- | --------------------------------------------------------- | --------------------------------------------------------- | --------------------------------------------------------- | -------------------------------- |  |
| Treriksrøysa Dreiländereck Finnland / Norwegen / Russland                                 | Treriksrøysa Dreiländereck Finnland / Norwegen / Russland | Treriksrøysa Dreiländereck Finnland / Norwegen / Russland | Treriksrøysa Dreiländereck Finnland / Norwegen / Russland | Treriksrøysa Dreiländereck Finnland / Norwegen / Russland | Treriksrøysa Dreiländereck Finnland / Norwegen / Russland | Treriksrøysa Dreiländereck Finnland / Norwegen / Russland | 69° 3′ 7″ N, 28° 55′ 46″ O       |  |
| Näätämö                                                                                   | [ 8 ]                                                     |                                                           | LKW+PKW · Fahrrad                                         |                                                           | 893                                                       | Neiden                                                    | 69° 40′ 35,8″ N, 29° 8′ 46,3″ O  |  |
| Nuorgam                                                                                   | [ 10 ]                                                    |                                                           | LKW+PKW · Fahrrad                                         |                                                           | F895                                                      | Polmak                                                    | 70° 5′ 18,6″ N, 27° 57′ 40″ O    |  |
| Utsjoki                                                                                   | E75 · V4 · S977                                           |                                                           | LKW+PKW · Fahrrad                                         |                                                           | E6 · E75                                                  | Sirma                                                     | 69° 54′ 38,7″ N, 27° 1′ 54,3″ O  |  |
| Karigasniemi                                                                              | [ 8 ]                                                     |                                                           | LKW+PKW · Fahrrad                                         |                                                           | [ 8 ]                                                     | Karasjok                                                  | 69° 23′ 54″ N, 25° 50′ 36,9″ O   |  |
| Kivilompolo                                                                               | E45                                                       |                                                           | LKW+PKW · Fahrrad                                         |                                                           | E45                                                       | Kautokeino                                                | 68° 39′ 53,9″ N, 23° 19′ 14,4″ O |  |
| Kilpisjärvi                                                                               | V21 · E8                                                  |                                                           | LKW+PKW · Fahrrad                                         |                                                           | E8                                                        | Helligskogen                                              | 69° 6′ 42,3″ N, 20° 44′ 58,5″ O  |  |
| Treriksröset Dreiländereck Finnland / Norwegen / Schweden                                 | Treriksröset Dreiländereck Finnland / Norwegen / Schweden | Treriksröset Dreiländereck Finnland / Norwegen / Schweden | Treriksröset Dreiländereck Finnland / Norwegen / Schweden | Treriksröset Dreiländereck Finnland / Norwegen / Schweden | Treriksröset Dreiländereck Finnland / Norwegen / Schweden | Treriksröset Dreiländereck Finnland / Norwegen / Schweden | 69° 3′ 36″ N, 20° 32′ 55″ O      |  |
| Gemeinsame Zollstation auf norwegischer Seite Gemeinsame Zollstation auf finnischer Seite |                                                           |                                                           |                                                           |                                                           |                                                           |                                                           |                                  |  |